# Chiasmocleis gnoma
Chiasmocleis gnoma е вид жаба от семейство Тесноусти жаби (Microhylidae).

## Разпространение
Видът е разпространен в Бразилия.